# Algebraische Fläche
In der algebraischen Geometrie wird eine Fläche in anderer Hinsicht als in der Differentialgeometrie und der Topologie untersucht. Eine algebraische Fläche wird mittels Polynomen definiert, die mathematisch gut erfasst sind. Mit den Werkzeugen der abstrakten Algebra werden allein durch Untersuchung der Polynome und ihrer Lösungsmengen Symmetrien und Singularitäten erkannt. Die Formenvielfalt und die Fülle der Theorie ist bei algebraischen Flächen wesentlich größer als bei algebraischen Kurven.

## Definition
Eine algebraische Fläche ist immer eine algebraische Varietät, sie wird also durch polynomiale Gleichungen beschrieben. Die Punkte, die zu der Fläche gehören, sind genau die Lösungen der Gleichungen. Da es für algebraische Varietäten einen Dimensionsbegriff gibt, lassen sich Flächen, also Varietäten der Dimension zwei, von Kurven oder höherdimensionalen Varietäten unterscheiden. 
Eine komplexe Varietät, die keine Singularitäten besitzt, ist gleichzeitig eine komplexe Mannigfaltigkeit. In diesem Fall muss zwischen komplexer und reeller Dimension unterschieden werden. So ist eine Riemannsche Fläche komplex ein- und reell zweidimensional, eine Danielewski-Fläche ist komplex zweidimensional und damit reell vierdimensional. Eine Riemannsche Fläche ist also keine komplexe Fläche, sondern eine komplexe Kurve.

## Beispiele
Beispiele für algebraische Flächen erhält man wie folgt:
Sei k ein algebraisch abgeschlossener Körper, zum Beispiel der Körper der komplexen Zahlen, und {\displaystyle f} ein nichtkonstantes Polynom in drei Variablen x, y und z mit Koeffizienten in k.. Dann ist die Nullstellenmenge von f, also die Menge {\displaystyle \{(x,y,z)\in k^{3}|f(x,y,z)=0\}} eine affin algebraische Fläche. 
Die einfachsten Flächen sind durch Ebenen gegeben, die durch lineare Gleichungen {\displaystyle ax+by+cz+d=0} definiert werden, wobei a,b und c nicht alle Null sind. Ein weiteres Beispiel ist die Kugeloberfläche, die durch die Gleichung {\displaystyle x^{2}+y^{2}+z^{2}-1=0} definiert ist.